# Saint-François de Sherbrooke
Die Saint-François de Sherbrooke (englisch Sherbrooke Saint-François) waren eine kanadische Eishockeymannschaft aus Sherbrooke, Québec. Das Team spielte von 2004 bis 2011 in der Ligue Nord-Américaine de Hockey.

## Geschichte
Die Lacroix de Windsor aus der Québec Semi-Pro Hockey League wurde 2003 von Windsor, Québec nach Sherbrooke umgesiedelt und in Saint-François de Sherbrooke umbenannt. In der Québec Semi-Pro Hockey League spielte die Mannschaft ein Jahr lang, ehe diese 2004 in Ligue Nord-Américaine de Hockey umbenannt wurde. In dieser gewannen sie in der Saison 2005/06 die Coupe Futura, in den Jahren 2007 und 2010 scheiterten sie im Finale um diese. In der Saison 2010/11 gewann das Team erneut die Meisterschaft der LNAH und die inzwischen in Coupe Canam umbenannte Trophäe. Yannick Tremblay wurde als Most Valuable Player der Playoffs ausgezeichnet.
Im Juli 2011 wurde das Franchise an eine Gruppe aus drei regionalen Investoren verkauft. Diese entschieden daraufhin, dass die Mannschaft wieder nach Windsor zurückkehren werde. Seitdem spielt das Team nun unter dem Namen Wild de Windsor in der LNAH.

## Team-Rekorde

### Karriererekorde
Spiele: 322  Mathieu Dumas
Tore: 147  Yannick Tremblay
Assists: 228  Yannick Tremblay
Punkte: 375  Yannick Tremblay
Strafminuten: 1591  Simon Robidas

## Bekannte Spieler
- Karel Bětík
- Frank Bialowas
- Sasha Lakovic
- Jason Simon